# Triumfetta columnaris
Triumfetta columnaris là một loài thực vật có hoa trong họ Cẩm quỳ. Loài này được Hochr. miêu tả khoa học đầu tiên năm 1914.